# Вас, Абдул
Абдул Вас (исп. Abdul Vas, род. 15 марта 1981 в г. Маракай, Венесуэла) — современный живописец и график. Получил образование в Венесуэле и Амстердаме. В настоящее время художник живет и работает в Мадриде и Амстердаме.

## Творчество
Творчество Абдула Васа представляет эксцентричную, временами почти агрессивную попытку передать образы и характер его родины Венесуэлы с помощью символов, характерных для изображения «американской мечты» и связанных с ней мифов.
В качестве центрального изобразительного элемента художник зачастую выбирает одного или нескольких петухов, символизирующих собой мужское начало в ковбойской культуре Дикого Запада. Излюбленными мотивами являются оружие, пожирающие бензин внедорожники (SUV- Sport Utility Vehicle), бейсбол и конкурсы красоты. Нередко на картинах в качестве фрагментов присутствуют ссылки на легендарную рок-группу AC/DC, американскую бейсбольную команду Цинциннати Редс (англ. Cincinnati Reds) или на Национальную Стрелковую Ассоциацию (англ. National Rifle Association of America).
Большое влияние на творчество Абдула Васа оказали работы Марка Шагала и Джеймса Энсора.

## Выставки

### Персональные выставки
- 2010 «MAXIMUM OVERDRIDE» в галерее CASADO SANTAPAU, Мадрид, Испания, Составитель текста Эду Уртадо
- 2008 «ANAL GAPE POSTER FREE», Парамарибо, Суринам, Куратор Майя Лёстер
- 2008 «SPECIFICOS, 4SPACE», Сарагоса, Испания, Куратор Ксавьер Дуэро
- 2008 «BARRYTIMES, STREET GEORGETOWN COMMONWEALTH», Джорджтаун, Гайана, Куратор Фред Парнна
- 2007 «MISSING SINCE 1983», галерея Т20, Мурсия, Испания, Составитель текста Хосе Луис Перес Понт
- 2007 «BLEMISH», Галерея LUIS ADELANTADO MIAMI. Майами, Флорида, США
- 2000 «HANEN EN LANGE WOORDEN, INSTALLATION». Галерея ART INDUSTRY, Амстердам, Нидерланды

### Коллективные выставки
- 2010 «THE WASTE LAND, ATWHITEBOX», Нью-Йорк, США. Куратор: Рауль Самундо
- 2010 «UNCUTCOCK», галерея PRETEEN, Эрмосильо, Мексика. Куратор: REST IN PEACE FARRAH FAWCETT (RIPFF)
- 2010 «THAT OBSCURE OBJECT OF DESIRE», галерея PRISTINE, Монтеррей, Мексика. Куратор: Рауль Самундо
- 2010 «QUEENS MOVE», выставочный зал JUVENAL REIS STUDIOS, США. Кураторы: Рауль Самундо и Сузи Лим
- 2010 «TWILIGHT OF THE IDOLS», галерея CASADOSANTAPAU, Мадрид, Испания. Куратор: Рауль Самундо
- 2010 «SPRING RAPE», галерея PRETEEN, Эрмосильо, Мексика. Куратор:REST IN PEACE FARRAH FAWCETT (RIPFF)
- 2010 «WUNDERKAMMER» галереяT20, Мурсия, Испания. Куратор: Каролина Парра
- 2010 «AMAZINGGAPE», проект для ATLANTICAMAGAZINE, CAAM- представитель Октавио Сайа, Нью-Йорк, США
- 2010 «SPRING RAPE», галерея PRETEEN, Mехико. Куратор: REST IN PEACE FARRAH FAWCETT (RIPFF)
- 2010 «BASES», галерея LUISADELANTADO, Валенсия, Испания
- 2009 «ADIOGRAPHS MYTHOMANIA & IDENTITY», выставочный зал СULTURAL CENTER OF ANCIENT INSTITUTE, Хихон, Испания. Кураторы: "2CLAVOS" Ксавьер Дуэро и Алисия Хименес
- 2009 «THE MAN WHO FELL TO EARTH», Пекин, 798 Биеннале, Китай, Куратор Рауль Самундо
- 2009 «BARRY TIMES, STREET GEORGETOWN COMMONWEALTH», Джорджтаун, Гайана, Куратор Фред Парнна
- 2008 «RAREZAS DE ARTISTAS, NUEVO MONASTERIO DE SAN JUAN DE LA PEÑA», г. Уэска, Испания, Куратор Мануэль Перес Лисано
- 2008 «FIRE YOUR GUNS, CUCARACHON PATTICCAS NAVISTAR 230» CORNER HUMOR, Фонд Каха Мадрид, Мадрид, Испания, Куратор Марио Кампас
- 2007 «MIXED», Музей Суринама, Форт Зиландия, Парамарибо, Суринам
- 2007 MERA COINCIDENCIA, JAVIER PEÑAFIEL ANFITRIÓN-PROXECTO EDICION, CGAC, Сантьяго де Компостела, Испания
- 2007 LAS FISURAS DEL TIEMPO, CENTRO DE LAS ARTES DE SEVILLA, CAS, Севилья, Испания, Куратор Каролина Парра
- 2007 APORÍAS, COLEGIO DE ARQUITECTOS, CAJALON, Сарагоса, Испания, Куратор Педро Лоренте
- 2007 ZE PACIENCIA JAVIER PENAFIEL+ABDUL VAS, PROJECT, RUA DE ATALAIA 67, Лиссабон, Португалия
- 2007 KUNSTROUTE STEDELIJK MUSEUM DE LAKENHAL, г. Лейден, Нидерланды
- 2007 KIPPENLAND VAN STRAAT PALM PARK, Парамарибо, Суринам
- 2007 2007 COLLECTORS CISNEROS FONTANALS ART FOUNDATION-CIFO, Майами, Флорида, США
- 2007 AMERICAN ART, CISNEROS FONTANALS ART FOUNDATION-CIFO, Майами, Флорида, США
- 2007 CINCINNATI REDS LUIS ADELANTADO MIAMI, проект «TTT»- TRACTOR TRAILER TRUCK, Майами, США
- 2007 «UNA NOCHE MARAVILLOSA», галерея GARASH, Мехико, Мексика
- 2005 «OBSERVATORI 05», музей THE SCIENCE MUSEUM PRINCIPE FELIPE, Валенсия, Испания, Куратор Ксавьер Дуэро
- 2003 ABDUL VAS & TOTO FRIMA, галерея EXPANSIONIST ART EMPIRE, Лейден, Нидерланды
- 2000 «DARE TO MIX! ANTON CORBIJN, ROB SCHOLTE, HERMAN BROOD, ROB BIRZA, ABDUL VAS», галерея GO, Амстердам, Нидерланды